# Jeu en ligne massivement multijoueur
« MMO » redirige ici. Pour les autres significations, voir MMO (homonymie).
 (novembre 2008).
Si vous disposez d'ouvrages ou d'articles de référence ou si vous connaissez des sites web de qualité traitant du thème abordé ici, merci de compléter l'article en donnant les références utiles à sa vérifiabilité et en les liant à la section « Notes et références ».

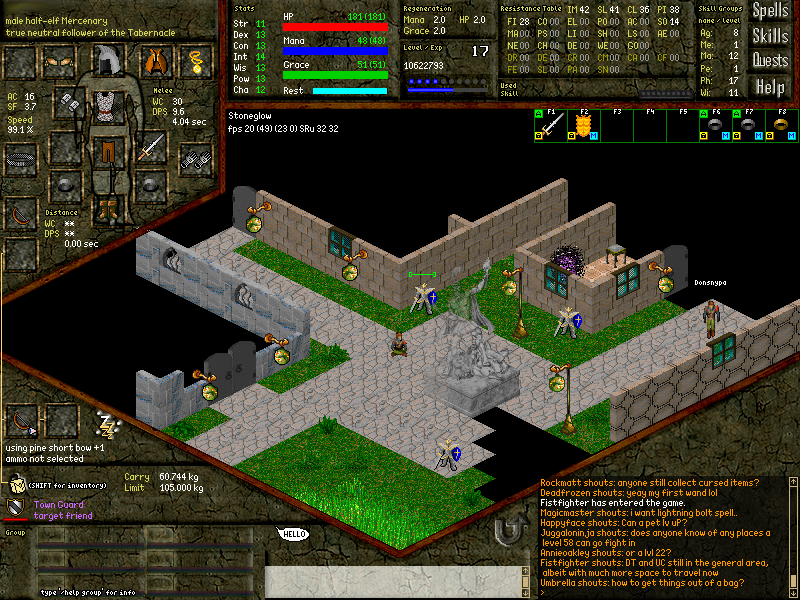
Une image du jeu Daimonin Stoneglow.

Le jeu en ligne massivement multijoueur (MMOG, de l'anglais massively multiplayer online game, parfois encore abrégé en MMO) est un genre de jeu vidéo faisant participer un très grand nombre de joueurs simultanément par le biais d'un réseau informatique ayant accès à Internet.
Le jeu en ligne massivement multijoueur est un genre de jeu vidéo qui se définit traditionnellement par trois critères cumulatifs :
- l'univers n'est accessible que par un réseau ;
- l'univers est persistant, c'est-à-dire qu'il existe tout le temps, que des joueurs y soient connectés ou non ;
- l'univers est accessible à un très grand nombre de joueurs simultanément.

Ce genre de jeu vidéo a connu une croissance forte depuis le premier jeu grand public en 1996, et comme le genre se joue exclusivement sur Internet, il tend à se développer de plus en plus, au rythme de la disponibilité de l'accès au réseau. Toutefois certains analystes pensent qu'en 2005 un palier a été atteint pour ce qui est du nombre de joueurs accessibles.
Le MMOG se subdivise en plusieurs sous-genres comme le MMOFPS (Massively Multiplayer Online First Person Shooter), le MMORTS (Massively Multiplayer Online Real-Time Strategy) et le MMORPG (Massively Multiplayer Online Role Playing Game), ce dernier étant de très loin le type le plus populaire aujourd'hui.

## Histoire
Au commencement des jeux vidéo grand public, deux joueurs se partageaient le même écran. Les premiers jeux multi-joueurs (MUD, de l'anglais Multi-User Dungeons) permirent de connecter jusqu'à quelques centaines de personnes. Mais c'est avec l'avènement d'Internet au milieu et surtout à la fin des années 1990 que des milliers de participants ont pu se connecter au même monde virtuel simultanément.
Les premiers jeux massivement multijoueur ont alors été des jeux de rôle, dits MMORPG (de l'anglais Massively Multiplayer Online Role-Playing Game). Les studios de développement vidéo-ludique se sont alors essayés à réutiliser le concept massivement multi-joueurs à d'autres genres de jeux, et d'autre acronymes ont alors émergé, comme MMORTS (signifiant jeu de stratégie en temps réel massivement multi-joueurs, en anglais Massively Multiplayer Online Real-Time Strategy) ou MMOFPS (jeu de tir à la première personne massivement multi-joueurs, ou Massively Multiplayer Online First Person Shooter). Le genre MMOG est alors devenu un terme générique englobant tous ces sous-genres. Ces jeux deviennent si médiatisés qu'aux États-Unis d'Amérique en octobre 2002, un magazine appelé Massive Online Gaming est publié et dont les articles parlent exclusivement des MMOG. Toutefois après une seule parution, le magazine ne sera plus publié.
Le genre massivement multijoueur est essentiellement représenté par des jeux s'appuyant sur le genre fantasy, tels que les succès EverQuest, Lineage II, RuneScape ou encore World of Warcraft.

### Chronologie
(septembre 2010).
Si vous disposez d'ouvrages ou d'articles de référence ou si vous connaissez des sites web de qualité traitant du thème abordé ici, merci de compléter l'article en donnant les références utiles à sa vérifiabilité et en les liant à la section « Notes et références ».

#### Années 1960
Le développement d'ARPANET commence en 1966, mais ne sera fondé qu'à partir de 1969.

#### Années 1970
La première démonstration officielle d'ARPANET se passe en octobre 1972.
Créé en 1974, Empire[Quand ?], un jeu de conquête spatiale, comporte jusque trente-deux joueurs. Le premier jeu de tir à la première personne est créé par Dave Lebling et Greg Thompson qui conçoivent un labyrinthe pour l'Imlac PDS-1. Il supporte 8 joueurs, contient une messagerie instantanée et des bots.
En 1978, Roy Trubshaw et Richard Bartle créent MUD1 (de l'anglais Multi-User Dungeon), un an plus tard, il est complété par Richard Bartle. Il fonctionne sur ARPANet, résultant en MUDs sur Internet. Alan Klietz crée Sceptre of Goth, un autre système Multi-User Dungeon.
En 1979, Kelton Flinn et John Taylor lancent S, un jeu multijoueur de combat et de colonisation spatiale. Il est programmé pendant l'été à l'université de Virginie.

#### Années 1980
La première version commerciale de MUD1 sort en Grande-Bretagne en 1984. AUSI, la compagnie précédant Mythic, crée et lance Aradath, pour 40 dollars par mois. Un an plus tard, Stellar Warrior est lancé pour 5 dollars par heure.
En 1986, MUD2 est lancé en Grande-Bretagne avec le système « payer-pour-jouer » (pay-to-play).

#### Années 1990
Une multitude de MUDs envahissent le Net.
En 1995, Archetype Interactive conçoit Meridian 59 ; Ultima Online et Lineage commencent à être développés. Un an plus tard, Nexus - The Kingdom of Wind sort en Corée. Septembre 1996 voit le lancement officiel de Meridian 59, héritier des jeux de rôle sur Internet en mode texte, et premier jeu de ce type en mode graphique.
En septembre 1997, Ultima Online, qui reste encore de nos jours une référence pour certaines personnes, est lancé. Ce jeu, développé par Origin Systems, marque un premier pas dans l’exploration de ce nouveau concept de jeu.
Mars 1998 voit la sortie du jeu Underlight. Le lancement commercial de Lineage en Corée, après dix mois de tests ouverts au public, suit en septembre. En octobre, la sortie de la première extension pour Ultima Online est suivie, en décembre de celle de Mankind. Ultima Online franchit la barre des 100 000 joueurs inscrits.
En 1999, Lineage passe la barre des trois millions de joueurs inscrits. En mars, le lancement d'Everquest marquera fortement de son empreinte les MMORPG. De novembre date le lancement d'Asheron's Call.

#### Années 2000
En septembre 2000, Everquest atteint les 300 000 joueurs actifs. En novembre, Ultima Online atteint les 200 000 joueurs actifs.
Janvier 2001 voit le lancement de Phantasy Star Online. En juin, Everquest atteint la barre des 400 000 joueurs actifs ; le même mois voit le lancement d'Anarchy Online.
- Octobre : lancement de la version américaine de Dark Age of Camelot, qui atteint les 100 000 joueurs en quelques semaines.
- 19 novembre : mise en ligne de la première version jouable de MountyHall - La terre des Trõlls[1]

Janvier 2002, la version européenne de Dark Age of Camelot sort en français, allemand et anglais. Mai : sortie de Final Fantasy XI, 11e volet de la saga compatible PlayStation 2 et Windows. 27 mai : version finale de MountyHall - La terre des Trõlls. Juillet : la version américaine de Dark Age of Camelot atteint les 250 000 joueurs.
Décembre 2002 : Le MMORPG amateur en 2D Slayers Online, créé par frostfall, sort en bêta permanente. Il ne marquera l'apogée de son succès que dans l'année 2005. Plus de dix ans après, ce jeu en ligne aux graphismes oldschool est encore en vie et se prépare à une grosse rénovation du gameplay.
Juillet 2003, le jeu Star Wars Galaxies sort et marque la première exploitation d’une licence d’un univers connu d'un grand nombre de personnes.
27 avril 2004, lancement de City of Heroes, dans lequel le joueur peut incarner un super-héros. Le 28 avril : lancement de Lineage II. Le 1er septembre : lancement officiel de Dofus, le premier MMORPG tactique, entièrement réalisé avec la technologie Adobe Flash. Le 9 novembre : sortie d'EverQuest II. Le 23 novembre : lancement du jeu World of Warcraft, qui utilise l’univers de la série de jeu de stratégie en temps réel Warcraft. En décembre, Final Fantasy XI dépasse les 300 000 joueurs.
2004, lancement du jeu Travian. Il se joue avec un simple navigateur web et Javascript est utilisé pour afficher en temps réel :
- l'évolution des ressources du village sélectionné,
- le temps restant pour la construction en cours,
- les temps de trajet restants pour les troupes et les marchands,

en ne rechargeant la page depuis le serveur que lorsqu'un des compteurs de temps tombe à zéro ou si un événement important survient.
Le 7 janvier 2005, PlaneShift/Crystal Blue, le premier MMOG GPL, sort en version Mac OS X (Les versions Linux et Microsoft Windows existent déjà). Le 17 mars : World of Warcraft dépasse la barre des 1,5 million d'abonnés. Le 28 avril : lancement de Guild Wars en Europe et en Amérique du Nord, après cinq ans de développement. Le 20 juillet : Blizzard Entertainment annonce avoir vendu 1,5 million d'abonnements de son jeu World of Warcraft en Chine et 3,5 millions dans le monde. Le 30 août : World of Warcraft dépasse la barre des quatre millions d'abonnés. Le 20 décembre : World of Warcraft dépasse les cinq millions d'abonnés.
En novembre 2006, World of Warcraft dépasse les 7,5 millions d'abonnés. En décembre, trois millions de comptes existent pour la trilogie Guild Wars (Prophecies-Factions-Nightfall).
Janvier 2007, voit lancement de The Burning Crusade, l'extension pour World Of Warcraft et le lancement de Vanguard: Saga of Heroes. Ce MMORPG possède le client le plus gros jusqu'à ce jour[Quand ?] : 17 Go. Février : World of Warcraft dépasse la barre des 8,5 millions de joueurs. 24 avril : lancement du MMORPG basé sur le livre Le Seigneur des anneaux : Le Seigneur des Anneaux Online : les Ombres d'Angmar. Juillet : World of Warcraft atteint la barre des 9 millions d'abonnés à travers le monde. Le 2 novembre : NCSoft Lance Tabula Rasa.
Le 23 janvier 2008, World Of Warcraft dépasse la barre des 11 millions d'abonnés. Le 26 février, Guild Wars atteint la barre des 5 millions de comptes vendus. LE 18 septembre : lancement officiel de Warhammer Online: Age of Reckoning. Le 13 novembre, lancement de la 2e extension de World Of Warcraft - Wrath of the Lich King.
Le 28 février 2009, fermeture définitive de Tabula Rasa (de NCSoft). Le 28 septembre : Lancement de Aion: The Tower of Eternity (de NCSoft) dans sa version Européenne et Américaine. Le 16 décembre : lancement officiel de la CBT2 d'Allods Online.

#### Années 2010
Le 31 août 2010, Guild Wars dépasse les 6,5 millions d'exemplaires vendus.
7 octobre, World Of Warcraft dépasse la barre historique des 12 millions d'abonnés, aucun jeu massivement multijoueur n'en a jamais eu autant.
Le 26 octobre, le groupe Lego lance le jeu Lego Universe.
Le 25 novembre, lancement du jeu Perpetuum.
Le 7 décembre, lancement de la 3e extension de World Of Warcraft : Cataclysm. Le jeu bat tous les records avec 3,3 millions d'exemplaires vendus en 24 heures.
Le 4 mars 2011, Trion Worlds lance Rift: Planes of Telara qui a été élu MMORPG de l'année 2011 en décembre de la même année par le site mmorpg.com.
Le 20 décembre 2011, BioWare lance Star Wars: The Old Republic sur le marché européen et américain.
Le 28 août 2012, lancement par Arenanet de Guild Wars 2.
Le 20 novembre 2012, lancement de PlanetSide 2, un MMOFPS Freetoplay pouvant accueillir plus de 2000 joueurs sur la même carte.
Le 15 août 2013, lancement de War Thunder, un free to play basé sur la seconde guerre mondiale.

## Aspects économiques

### Un modèle économique propre
Le modèle économique de beaucoup de MMOG est particulier.
Dans celui-ci, les joueurs paient un abonnement afin d’accéder aux serveurs. La pratique courante est d'obtenir un mois gratuit à l'achat du logiciel, après quoi il est nécessaire de s’abonner au service pour pouvoir continuer à en profiter. Certains éditeurs offrent la possibilité de télécharger le jeu et d'acheter sur Internet la clé CD nécessaire à la création d'un compte de jeu. C'est une pratique de plus en plus courante, car moins coûteuse pour l'éditeur (pas de boîte, de supports numériques ni de manuel papier à fournir) et souvent pratique pour l'utilisateur ne désirant pas s'encombrer de boîtes de jeu.
Ce modèle est particulièrement vrai pour les MMORPG. Les MMOFPS peuvent plus facilement perdurer sur un modèle classique (achat du jeu, puis gratuité du service de jeu en ligne), car les infrastructures à mettre en place sont souvent moins lourdes.
Afin de fidéliser leurs clients, les éditeurs se doivent d’apporter constamment de nouvelles modifications au jeu. Ainsi, dans le cas d'un MMORPG, cela peut consister en de nouvelles quêtes, de nouvelles armes, de nouveaux monstres, etc. Généralement, les améliorations et modifications de l’environnement proviennent d’un patch gratuit que les joueurs doivent télécharger. Le téléchargement peut être effectué de manière transparente pendant que le joueur joue, avant sa connexion au serveur, ou encore par téléchargement sur un site Web et mise à jour manuelle. Bien sûr, tous les joueurs doivent posséder la dernière version du patch pour se connecter. En dernier lieu il existe des patchs server-side (côté serveur uniquement) dont le but est le plus souvent de corriger des bugs inhérents à l’environnement virtuel ou au serveur lui-même.
En plus de ces améliorations, les éditeurs sortent régulièrement sur le marché des extensions payantes afin d’ajouter du contenu. Une extension peut être vue comme une grosse série de patchs, puisqu’elle rajoute généralement de bien plus grosses briques à la construction du monde, c’est-à-dire, si nous reprenons toujours l'exemple du MMORPG, de nouvelles régions à explorer, des races, des monstres, de nouvelles aptitudes pour les personnages, etc. Ou bien encore une refonte du moteur graphique, etc. Le joueur n’est toutefois pas forcé d’acheter les extensions et peut tout à fait côtoyer d’autres joueurs ayant eux acheté l’add-on, mais ne pourra pas accéder aux nouveautés.
Certains restent totalement gratuits comme MountyHall, la Terre des Trõlls, ou Slayers Online en français.
Provenant d'Asie, notamment de la Corée du Sud et de Chine, un autre modèle de diffusion de ce genre de jeu vidéo est arrivé sur la toile européenne à partir de 2005. Il s'agit d'une diffusion gratuite des jeux vidéo par des portails de jeux vidéo. Souvent muni des systèmes d'avatars avancés et des fonctionnalités de communauté Web 2.0, le modèle économique de ce genre de sites se fonde sur la masse d'utilisateurs inscrits et des options non-obligatoires mais payantes. Entièrement gratuit côté jeux, le portail vend des biens virtuels destinés à personnaliser ses avatars.

### Une économie parallèle
Le marché des MMOG connaissant une forte croissance, des services en ligne permettant d'acheter des objets « virtuels » avec de l'argent « réel » sont apparus. La plupart du temps, ces services enfreignent la licence du jeu mais ce n'est pas toujours le cas. Ainsi, en 2005, Sony Online Entertainment, distributeur du jeu EverQuest II, a annoncé le lancement d'un service encadré d'achat d'objets.
Ce marché est né avec des hardcore gamers qui revendaient leurs items rares ou leurs personnages sur le site d'enchères eBay, un très bon personnage (créé et entraîné par le joueur) pouvant se revendre plusieurs centaines de dollars.
Ce type de services concerne presque exclusivement les MMORPG.

## Types de jeux massivement multi-joueurs
Les jeux massivement multi-joueurs sont basés sur le concept de rassembler un grand nombre de joueurs autour d'un même jeu pour qu'ils puissent interagir entre eux. Il s'hybride donc avec les différents types de jeu classique.

### MMO
Un MMO est un jeu en ligne massivement multijoueur n'étant pas axé sur le jeu de rôle, ni sur les combats, ni sur le médiéval, dans ce cas il faut éviter de le confondre avec MMORPG
Un exemple peut être Second Life, Club Penguin ou aussi ou d'autres jeux étant plus lié au métavers.

### MMORPG
Les jeux de rôle en ligne massivement multi-joueurs sont connus sous l'acronyme anglais MMORPG pour massive multiplayer online role-playing games.
L'univers d'un MMORPG est persistant et les personnages (ou avatars) des joueurs se trouvent dans un monde où le temps évolue proportionnellement à celui de la réalité. Ce monde évolue en permanence avec les joueurs qui y sont connectés et lorsqu’un joueur quitte le jeu pour y revenir plusieurs heures ou plusieurs jours plus tard, il ne le retrouve pas forcément tel qu’il était lorsqu’il en est parti car le cycle des jours et des nuits a aussi continué dans le monde du jeu. Selon le jeu, le monde a ainsi pu être modifié en profondeur ou non.

### MMOFPS
MMOFPS, abréviation de massively multiplayer online first-person shooter, c'est-à-dire des jeux vidéo massivement multi-joueur reprenant le concept du jeu de tir à la première personne. Quelques jeux ont été réalisés à partir des années 2000. Ces jeux présentent généralement un combat en équipe sur un vaste terrain. Le fait que la notion de persistance du monde soit présente ajoute des éléments que l’on trouve généralement dans les jeux de rôles, comme des points d’expérience. Le premier MMOFPS est probablement 10SIX sorti en 2000. Pour les jeux populaires, on peut parler de World War II Online et de PlanetSide.
D'autre part Neocron et sa suite Neocron2 ont montré la possibilité d'unifier le RPG au FPS en incluant le système du FPS comme un simple moyen de diriger son avatar. Permettant une plus grande immersion, le système FPS reste cependant encore peu populaire.
Depuis le 27 janvier 2010, les MMOFPS ont passé un cap avec le jeu MAG : Massive Action Game permettant de faire jouer 256 joueurs sur une même carte.
Depuis le 20 novembre 2012, Planetside 2 est le MMOFPS pouvant accueillir plus de 2000 joueurs simultanément sur la même carte.

### MMORTS
Sous l'acronyme de MMORTS, massively multiplayer online real-time strategy, un certain nombre de développeurs ont essayé d'unir les jeux de stratégie en temps réel avec les MMO. On peut ainsi nommer Mankind World of Tanks ou encore Shattered Galaxy.
Aujourd'hui, les MMORTS les plus courant, comme Ogame ou Travian, ne nécessitent qu'un simple navigateur Web. Ils ont pour la plupart, la possibilité d'acheter des bonus qui facilitent le gameplay.
Certains jeux sur navigateur du style MMORTS ajoutent une géolocalisation, ce qui permet de placer les joueurs dans le monde virtuel dans la même configuration que dans le monde réel. Cela permet aux joueurs de jouer dans un monde parallèle semi-réel, avec pour décor des lieux réels et familiers, et pour adversaires des joueurs proches géographiquement. Ce sont des jeux en temps et espace réel.

### Simulateur de monde
On place souvent les simulateurs de monde comme Second Life, Red Light Center, ou There dans la catégorie MMOG parce qu'ils proposent de se créer un avatar dans un monde persistant. Pourtant, bien qu'ils soient massivement multijoueurs et en ligne, ce ne sont pas des jeux puisqu'il n'existe pas de règle du jeu et que c'est le joueur lui-même qui se fixe ses objectifs : créer ou modifier son avatar, interagir avec les autres personnes connectées, explorer le monde ou modifier le monde (construire une maison et la décorer, créer un magasin, une annexe de parti politique, un lac destiné à la pêche ou une zone destinée aux jeux de rôle). Ce type de produit n'est pas encore très répandu excepté aux États-Unis ou la société Active Worlds a commercialisé et diffusé son produit vers de nombreux foyers à travers le monde. Cette technologie est accessible gratuitement, mais puisque la technologie est propriétaire il est nécessaire d'avoir une licence pour créer un serveur. Néanmoins, il existe des alternatives telles que le format VRML, dont les sources sont ouvertes.
Les Sims Online, sont plutôt d'un genre hybride entre le MMOG et le simulateur de monde. Ils dérivent plus du genre MUSH[Quoi ?] basé sur l'identification, la socialisation et la construction d'un monde.

### MOBA
Une arène de bataille en ligne multijoueur (en anglais, Multiplayer online battle arena : MOBA) est un MMO sous-type du MMORTS qui tire son origine de Defense of the Ancients (DotA), un mod de Warcraft III: Reign of Chaos sorti en 2003, associant le jeu de stratégie en temps réel et le jeu de rôle. Ainsi on parle aussi de DotA-like. L'appellation Action Real Time Strategy (A-RTS) est également employée, principalement parce que l'acronyme MOBA a été imposé de manière arbitraire[non neutre] par Riot Games.
Le MOBA se joue généralement avec deux équipes de cinq joueurs. L'objectif pour chaque équipe est de détruire la structure principale de l'équipe adverse, au moyen des personnages contrôlés par chaque joueur et avec l'aide des unités contrôlées par l'ordinateur.

### D'autres hybrides
La grande majorité des autres MMO sont des jeux de simulation, tels que Motor City Online, Les Sims Online (bien qu’ils soient souvent qualifiés de MMORPG), Ace of Angels, et Jumpgate.
En avril 2004, l'armée des États-Unis a annoncé qu’elle était en train de développer une simulation d'entraînement massivement multi-joueur, appelée AWE (asymmetric warfare environment). Son but est de former des soldats pour la guerre urbaine et il n’est pas prévu que ce logiciel soit commercialisé.
Alternate reality games (ARG) peuvent être massivement multi-joueur, permettant à des milliers de joueurs dans le monde entier de coopérer pour résoudre une énigme. Ces jeux mélangent réalité et fiction et habituellement n'impliquent pas de monde persistant. Ils ne sont pas nécessairement multi-joueur, et ne sont donc pas des MMORPG.
Considéré par certains comme un MMORPG, Castle Infinity est le premier MMOG développé pour des enfants. Son gameplay, est quelque part entre le jeu de casse tête et le jeu d'aventure, ce qui le fait davantage ressembler à un jeu d'aventure massivement multi-joueur qu'à un véritable MMORPG.

## Controverses
Il faut également mentionner le risque lié à la pratique excessive de ce type de jeux vidéo[réf. souhaitée]. En effet, certains joueurs développent une véritable dépendance au jeu vidéo, phénomène qui a été très médiatisé ces dernières années. De tels joueurs sont désignés dans le milieu du MMOG comme des nolife, des sans-vie.
Cette dépendance est en elle-même différente de celle liée à un jeu vidéo « hors ligne », ce type de jeu est souvent plus addictif :
- il est impossible de sauvegarder le jeu puis de reprendre à l'endroit où l'on en était. Le joueur n'est plus ici le centre du jeu vidéo, il n'en est qu'un élément. L'impression de ne pouvoir dominer le jeu et de rater des événements importants est omniprésente (comme les événements dynamiques de Guild Wars 2 qui créent un monde en constante évolution, que le joueur soit connecté ou non)[8].
- le joueur étant confronté à d'autres joueurs, la notion de compétition entre en jeu (compétition souvent liée au temps passé dans le jeu). Par ailleurs, l'interaction avec les autres joueurs peut également être un élément addictif, des liens forts pouvant se créer entre les joueurs (plus particulièrement pour les MMORPG)[réf. souhaitée].